# 더 가디언즈 (2017년 러시아 영화)
《더 가디언즈》(러시아어: Защитники)는 2017년 공개된 러시아의 영화이다. 《더 가디언즈》는 러시아 매체에서 안좋은 평가를 받았다. 영화는 첫 주에 러시아 박스오피스에서 1위를 하였지만, 이내 순위를 벗어나서 흥행 실패를 하였다.

## 출연

### 주연
- 세바스티안 시삭
- 안톤 팜부쉬니
- 산자르 마디에브
- 알리나 라니나

### 조연
- 비체슬라프 라즈비게브
- 스타니슬라프 쉬린
- 발레리아 쉬키란도

## 기타
- 미술: 데이빗 다두나쉬빌리
- 의상: 굴나라 쉐크밀로바